# Mejeri
Et mejeri (før i tiden til tider også kaldet et mælkeri) er en virksomhed eller en fabrik hvor mælk, primært komælk, men også fåremælk og gedemælk, forarbejdes til mejeriprodukter som ost, yoghurt, ymer, smør og drikkemælk, som sælges til grossister og forbrugere. Til fødevareindustrien produceres også valle og mælkeproteinet kasein.
Alle mejerier i EU har et entydigt mejerinummer som skal skrives på alle dets produkter.

## Forarbejdningen

### Drikkemælk
Den indkomne mælk har et naturligt fedtindhold på omkring lidt over fire pct. og den bliver derfor skilt i skummetmælk og fløde i en centrifuge. Herefter kan de blandes sammen så deres fedtindhold passer til en af de producerede mælketyper. Hvis der ikke er tale om økologisk mælk, homogeniseres mælken herefter, hvorved fedtklumper undgås. Inden mælken til sidst tappes, bliver den pasteuriseret eller i nogle tilfælde UHT-behandlet.

## Mejerier i Danmark
Danmarks historie er præget af mange mindre mejerier i Danmark, en lang række af dem har rødder i andelsbevægelsen. Arkitekten Erik V. Lind var den i Danmark der har tegnet fleste mejerier 342 i alt og dertil to på Island.
Danmarks suverænt største mejeri er andelsmejerikoncernen Arla Foods, som også er verdens 6. største mejerikoncern.[kilde mangler]